# سیارک ۱۲۶
سیارک ۱۲۶ (به انگلیسی: 126 Velleda) صد و بیست و ششمین سیارک کشف شده‌است که در ۵ نوامبر ۱۸۷۲ و در پاریس کشف شد.
قدر مطلق سیارک برابر ۹٫۲۷ است.